# Irish League 1983-1984
L'Irish League 1983-1984 è stata la 83ª edizione della prima divisione del campionato nordirlandese di calcio. Parteciparono quattordici squadre e due in più rispetto all'edizione precedente, i nuovi club furono il Carrick Rangers e il Newry Town per la prima volta dall'edizione del 1970-1971 vi furono quindi nuove squadre. Il Linfield vinse il titolo per la terza volta consecutiva. Non vi furono retrocessioni.

## Classifica finale
| Pos. | Squadra          | G  | V  | N  | P  | GF | GS | Punti  |
| ---- | ---------------- | -- | -- | -- | -- | -- | -- | ------ |
| 1    | Linfield         | 26 | 22 | 1  | 3  | 76 | 23 | 45     |
| 2    | Glentoran        | 26 | 18 | 6  | 2  | 65 | 19 | 42     |
| 3    | Cliftonville     | 26 | 12 | 7  | 7  | 28 | 23 | 31     |
| 4    | Ards             | 26 | 9  | 11 | 6  | 32 | 26 | 29     |
| 5    | Coleraine        | 26 | 11 | 6  | 9  | 44 | 34 | 28     |
| 6    | Ballymena United | 26 | 10 | 8  | 8  | 32 | 30 | 28     |
| 7    | Glenavon         | 26 | 10 | 7  | 9  | 41 | 33 | 27     |
| 8    | Crusaders        | 26 | 11 | 5  | 10 | 38 | 41 | 27     |
| 9    | Distillery       | 26 | 11 | 4  | 11 | 35 | 42 | 26     |
| 10   | Portadown        | 26 | 9  | 6  | 11 | 28 | 31 | 24     |
| 11   | Newry Town       | 26 | 8  | 3  | 15 | 30 | 48 | 19     |
| 12   | Bangor           | 26 | 4  | 6  | 16 | 24 | 57 | 14     |
| 13   | Larne            | 26 | 7  | 1  | 18 | 25 | 58 | 13(-2) |
| 14   | Carrick Rangers  | 26 | 3  | 3  | 20 | 24 | 57 | 9      |

G = Partite giocate; V = Vittorie; N = Nulle/Pareggi; P = Perse; GF = Goal fatti; GS = Goal subiti; 